# Necydalis pennata
Necydalis pennata är en skalbaggsart som beskrevs av Lewis 1879. Necydalis pennata ingår i släktet stekelbockar, och familjen långhorningar. Inga underarter finns listade i Catalogue of Life.